# Fluid Science Laboratory

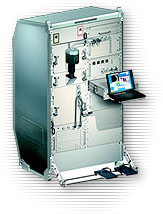
Fluid Science Laboratory

Das Fluid Science Laboratory (FSL) ist eine Nutzlast in Form eines International Standard Payload Racks, die im Columbus-Raumlabor der ESA integriert ist.
Das FSL-Rack unterstützt Untersuchungen zur Dynamik von Fluiden unter den Bedingungen der Schwerelosigkeit. Vorgänge, die normalerweise durch gravitative Konvektion, Sedimentation, Stratifikation oder verschiedene Druckverhältnisse beeinflusst sind, können hier untersucht werden.
Ziel der Untersuchungen ist es, Produktionsprozesse auf der Erde zu optimieren und die Qualität der erzeugten Produkte zu erhöhen. So sollen Herstellungsprozesse, die Fluide berücksichtigen müssen, genauer berechnet und gesteuert werden können, wie zum Beispiel die metallurgische Verarbeitung und die Kristallzüchtung.